# Papaipema birdi
Papaipema birdi är en fjärilsart som beskrevs av Dyar 1908. Papaipema birdi ingår i släktet Papaipema och familjen nattflyn. Inga underarter finns listade i Catalogue of Life.